# Ще ні (фільм)
«Ще ні» (яп. まあだだよ) — Фільм Акіри Куросави, що вийшов у 1993 році. Це останній фільм режисера.

## Сюжет
Основна історія Фільму заснована на житті японського вченого і автора Хяккена Учиди (1889–1971). Фільм починається з його відставки з поста професора німецької мови, у період до початку Другої світової війни. Сюжет фільму закручений навколо стосунків з його колишніми студентами, що доглядають за ним у старості. Назва «Ще ні» англійською мовою, є натяком на стародавню японську легенду, що згадується в одній із сцен фільму, про старого чоловіка, який відмовляється вмирати. Ця історія постійно згадується у фільмі, як і щороку в день народження старого, його студенти зробили йому вечірку, в якій вони всі питають його «Mou ii kai?» («Чи готові ви?»). Він відповідає їм випиваючи велику склянку пива і викрикує «Mada dayo!» («Ще ні!»), маючи на увазі, що смерть може бути поруч, але життя триває. Фільм також охоплює події, які відбуватимуться між святами, таких як переїзд у новий будинок, його відкриття (і втрати) улюбленої домашньої кішки тощо.